# Équipe de Hongrie de Fed Cup
L'équipe de Hongrie de Fed Cup est l’équipe qui représente la Hongrie lors de la compétition de tennis féminin par équipe nationale appelée Fed Cup (ou « Coupe de la Fédération » entre 1963 et 1994).
Elle est constituée d'une sélection des meilleures joueuses de tennis hongroises du moment sous l’égide de la Fédération hongroise de tennis.

## Résultats par année

### 1963 - 1969
- 1963 (4 tours, 16 équipes) : après une victoire au 1er tour contre le Danemark, la République populaire de Hongrie s'incline en 1/4 de finale contre l’Australie.
- 1964 - 1965 : la République populaire de Hongrie ne participe pas à ces éditions.
- 1966 (5 tours, 21 équipes) : après une victoire au 1er tour contre la Belgique, la République populaire de Hongrie s'incline au 2e tour contre la France.
- 1967 - 1968 : la République populaire de Hongrie ne participe pas à ces éditions.
- 1969 (5 tours, 20 équipes) : la République populaire de Hongrie s'incline au 1er tour contre le Canada.

### 1970 - 1979
- 1970 (5 tours, 22 équipes) : après un « bye » au 1er tour, la République populaire de Hongrie déclare forfait au 2e tour contre l’Afrique du Sud.
- 1971 - 1972 - 1973 - 1974 : la République populaire de Hongrie ne participe pas à ces éditions.
- 1975 (5 tours, 31 équipes) : après une victoire au 1er tour contre l’Indonésie, la République populaire de Hongrie s'incline au 2e tour contre la France.
- 1976 (5 tours, 32 équipes) : après une victoire au 1er tour contre les Philippines, la République populaire de Hongrie déclare forfait au 2e tour contre la Grande-Bretagne.
- 1977 - 1978 : la République populaire de Hongrie ne participe pas à ces éditions.
- 1979 (5 tours, 32 équipes) : la République populaire de Hongrie s'incline au 1er tour contre la Tchécoslovaquie.

### 1980 - 1989
- 1980 (5 tours, 32 équipes) : la République populaire de Hongrie s'incline au 1er tour contre la Tchécoslovaquie.
- 1981 (5 tours, 32 équipes) : la République populaire de Hongrie s'incline au 1er tour contre la Roumanie.
- 1982 : la République populaire de Hongrie ne participe pas à cette édition organisée à Santa Clara.
- 1983 (qualifications + 5 tours, 39 équipes) : après une victoire au 1er tour contre le Zimbabwe, la République populaire de Hongrie s'incline au 2e tour contre l’Argentine.
- 1984 (qualifications + 5 tours, 36 équipes) : la République populaire de Hongrie s'incline au 1er tour contre la Suisse.
- 1985 (qualifications + 5 tours, 38 équipes) : après une victoire au 1er tour contre la Belgique et le Canada au 2e tour, la République populaire de Hongrie s'incline en 1/4 de finale contre la Tchécoslovaquie.
- 1986 (qualifications + 5 tours, 42 équipes) : la République populaire de Hongrie s'incline au 1er tour contre l’Australie.
- 1987 : la République populaire de Hongrie ne participe pas à cette édition organisée à Vancouver.
- 1988 (qualifications + 5 tours, 36 équipes) : la République populaire de Hongrie s'incline au 1er tour contre la Finlande.
- 1989 (qualifications + 5 tours, 40 équipes) : après une victoire au 1er tour contre la Thaïlande, la République populaire de Hongrie s'incline au 2e tour contre la Tchécoslovaquie.

### 1990 - 1999
À la suite de la chute des régimes communistes en Europe, la République populaire de Hongrie cesse d'exister fin 1989 ; c'est désormais la Hongrie (République de Hongrie) qui concourt dans la compétition à partir de l'édition 1990.
- 1990 (qualifications + 5 tours, 44 équipes) : la Hongrie s'incline au 1er tour contre  Hong Kong.
- 1991 (qualifications + 5 tours + barrages, 56 équipes) : après une défaite au 1er tour contre la Bulgarie, une défaite en play-offs contre les Pays-Bas, la Hongrie l’emporte en play-offs contre le Portugal.
- 1992 (5 tours + barrages, 32 équipes) : après une défaite au 1er tour contre la Tchécoslovaquie et l’Italie en play-offs, la Hongrie s'incline en play-offs contre la Bulgarie.
- 1993 - 1994 : la Hongrie ne participe pas à ces éditions.

La compétition change de format à compter de 1995 : la Coupe de la Fédération devient Fed Cup.
- 1995 - 1996 - 1997 - 1998 - 1999 : la Hongrie concourt dans les compétitions par zones géographiques.

### 2000 - 2009
- 2000 : la Hongrie concourt dans les compétitions par zones géographiques.
- 2001 (2 tours + round robin + finale, 16 équipes + play-offs) : après une défaite au 1er tour du groupe mondial contre la Slovaquie, la Hongrie l’emporte en play-offs I contre  Israël.
- 2002 (4 tours, 16 équipes + play-offs) : après une défaite au 1er tour du groupe mondial contre l’Espagne, la Hongrie s'incline en play-offs I contre l’Argentine.
- 2003 (4 tours, 16 équipes + play-offs) : la Hongrie s'incline en play-offs I contre l’Argentine.
- 2004 - 2005 - 2006 - 2007 - 2008 - 2009 : la Hongrie concourt dans les compétitions par zones géographiques.

### 2010 - 2015
- 2010 - 2011 - 2012 - 2013 - 2014 - 2015 : la Hongrie concourt dans les compétitions par zones géographiques.

## Bilan de l'équipe
Résultats des confrontations entre la Hongrie et ses adversaires les plus fréquents (3 rencontres minimum dans les groupes mondiaux).
| # | Adversaires        | Rencontres | Victoires | Défaites | % victoires |
| - | ------------------ | ---------- | --------- | -------- | ----------- |
| 1 | République tchèque | 5          | 0         | 5        | 0 %         |
| 2 | Argentine          | 3          | 0         | 3        | 0 %         |

## Bilan des joueuses les plus sélectionnées
Ce bilan est calculé sur la base des rencontres officielles des groupes mondiaux et barrages I et II. Les rencontres des tableaux dits de « consolation » et celles par « zones géographiques » ne sont pas prises en compte. Les joueuses comptant moins de 5 sélections ne sont pas reprises dans le tableau.
| # | Joueuses         | De   | à    | Sélections | Matchs | Victoires | Défaites | % victoires |
| - | ---------------- | ---- | ---- | ---------- | ------ | --------- | -------- | ----------- |
| 1 | Andrea Temesvári | 1981 | 1992 | 14         | 22     | 10        | 12       | 45 %        |
| 2 | Csilla Bartos    | 1981 | 1986 | 7          | 13     | 6         | 7        | 46 %        |
| 3 | Éva Rózsavölgyi  | 1979 | 1984 | 6          | 8      | 1         | 7        | 13 %        |
| 4 | Éva Szabó        | 1966 | 1976 | 5          | 7      | 4         | 3        | 57 %        |
| 5 | Virag Csurgo     | 1988 | 1992 | 6          | 7      | 2         | 5        | 29 %        |